# العشرينيون

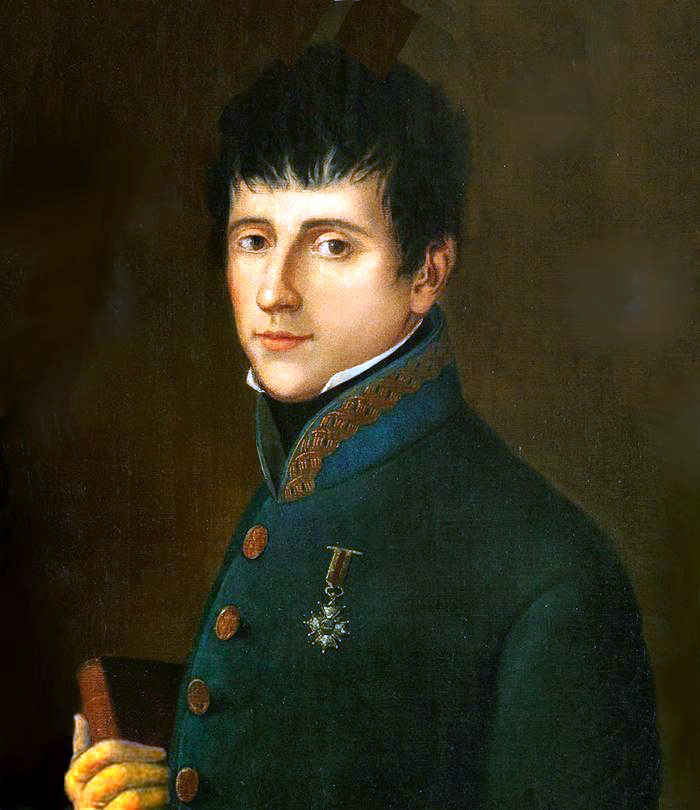

العشرينيون ((بالإسبانية: Veinteañistas)‏ أو veintenos أو exaltados) هو الاسم الذي ساد خلال فترة حكم الثلاث سنوات الليبرالي من 1820 – 1823. وهم يمثلون الليبرالية الإسبانية ذو اتجاه أكثر تعصباً وراديكالية ويقابلهم أنصار دستور إسبانيا 1812 (بالإسبانية: doceañistas)‏ وهم أيضا ليبراليي الاتجاه ولكن أكثر اعتدالاً.
وقد اعتبر العشرينيون دستور إسبانيا 1812 (المشار إلى دستور كاديث أو لابيبا) بأنه قد عفا عليه الزمن، وأنه بحاجة إلى إصلاحات معينة ذو اتجاه أكثر تقدمية أو يسارية. بحيث ينبغي صياغة دستور جديد الذي كان يمكن أن يكون في سنة العشرين (التي فشلت). وكانت تسمية المتطرفين تشير إلى التطرف الثوري المزعوم، فضلاً عن القضايا الأكثر مزاجية والخاصة في السياق الثقافي والحيوي من الرومانسية.
ومن أبرز الأمثلة عليهم: العقيد رافئيل دي رييغو, العقيد أنطونيو كيروغا, فرانسسيكو خافيير, واسبوث ومينا، خوان روميرو، خوسيه ماريا كالترابا، البارو استريث استرادا، خوان مينديثيبال, وايفاريستو فيرنانديث دي سان ميغل, واخيرا انطونيو الكالا جالينو, وغيرهم الكثير.
لقد كانت الطبقات الوسطى ومعظم ضباط الجيش، القاعدة الاجتماعيه للعشرينيين. ومن الناحية السياسية تتعامل الليبراليه مع النظام الملكي باعتباره جهاز يهدف إلى تغطية المهام التنفيذية وتميزت الحلول الجذرية بقدرتها على زوال النظام القديم.
حصل العشرينيون على أهمية خاصة في بداية الليبرالية، باعتبارهم المحرك الرئيسي لثورة 1820 وكذلك في نهايتها، وكذلك خلال فترة الانتخابات 1822 وتوليه رافئييل منصب رئيس المؤتمر.
بعد أحداث يوليو من ذلك العام والتمثيل الصامت في الساحة الرئيسيه في مدريد تمكنت الميليشيات من وقف تمرد الحرس الملكي، وكان الملك بعيداً عن الممارسة الفعليه لمهامهم، ولقد تمكن العشرينين من فرض تشكيلة حكومية بقيادة ايفاريستو سان ميغيل أما بالنسبة لناحية الدينية فقد كان الميل لوقف سيطرة القساوسة وحل محاكم التفتيش والجمعية اليسوعية وهيكلة المواد التعليمية إلى ثلاثة مستويات: الابتدائية والثانوية والجامعية. أما من الناحية الإقليمية فقد قرر تقسيم الدولة إلى محافظات مع العودة إلى الحكم المطلق وذلك بسبب التدخل الفرنسي وذلك في حرب (المئة ألف من أبناء سان لويس) في الفترة التي كانت تسمى العشرية المشؤومة والممتدة من (1923-1933) وهنا قد عانى العشرينيون من القمع والنفي, ونظموا محاولات لعكس الوضع الساسي وذلك من خلال المؤامرات السياسية (كاربونيريا) ومن خلال المناهضات العسكرية (توريخوس وماريانا دي بينيدا).
وبعد وفاة فرناندو السابع سنة 1833 عاد العشرينيون من المنفى، حيث قاموا بتنظيم أنفسهم تحت اسم التقدميين في عهد الملكة إيزابيل الثانية والتسمية كانت بسبب سالوستيانا اولوثاغا(1836).

## وصلات داخلية
- إسبانيا